# Estació Nacional d'Autobusos
L'Estació Nacional d'Autobusos, situada a Andorra la Vella, és una estació d'autobusos que centralitza totes les línies internacionals que uneixen el Principat amb Espanya, França i Portugal, així com algunes línies nacionals. La terminal està gestionada, mitjançant una concessió del Govern d'Andorra, per una empresa formada per set de les empreses de transport públic més importants del país. La construcció de l'estació va tenir un cost d'1,3 milions d'euros i es va inaugurar el 4 de maig del 2017.
L'estació té una superfície de 2.069 metres quadrats, amb un edifici de serveis que n'ocupa 255. Aquest edifici fa de pont sobre el riu Valira i té una sala d'espera amb capacitat per a unes 50 persones, taquilles, labavos i oficines. Les andanes, cobertes per una marquesina, poden rebre deu autocars simultàniament.
El 2019, dos anys després de l'entrada en funcionament de l'estació, rebia una mitjana de 700 passatgers diaris, amb pics que superaven els mil durant la temporada d'hivern. El mateix any, la petició més repetida dels usuaris era un servei de cafeteria.

## Línies i destinacions

### Internacionals
| Ciutat                     | Destinació                 | Companyies                        |
| -------------------------- | -------------------------- | --------------------------------- |
| Catalunya                  |                            |                                   |
| Barcelona                  |                            |                                   |
| Estació de Sants           | Directbus · Andbus · ALSA  |                                   |
| Estació del Nord           | Directbus · Andbus · ALSA  |                                   |
| Aeroport                   | Directbus · Andbus · ALSA  |                                   |
| Lleida                     | Estació de Lleida Pirineus | Andbus · Hife                     |
| Reus                       |                            | Hispano Igualadina                |
| la Seu d'Urgell            |                            |                                   |
| Aeroport                   | Andbus · Hife · Lazara     |                                   |
| Estació d'autobusos        | Andbus · Hife · Lazara     |                                   |
| Tarragona                  |                            | Hife                              |
| França                     |                            |                                   |
| Ax-les-Thermes             | Estació d'Ax-les-Thermes   | Hife                              |
| Tolosa de Llenguadoc       |                            |                                   |
| Estació de Tolosa-Matabuòu | Andbus                     |                                   |
| Aeroport                   | Andbus                     |                                   |
| Portugal                   |                            |                                   |
| Porto                      |                            | Lazara                            |
| Vila Praia de Âncora       |                            | Cooperativa Interurbana Andorrana |
| Font: ENA                  |                            |                                   |

### Nacionals
- L2  Andorra la Vella–Encamp
- L4  Andorra la Vella–El Pas de la Casa
- L5  Andorra la Vella–Arinsal
- L6  Andorra la Vella–Ordino
- Exprés  Sant Julià de Lòria-Escaldes-Engordany